# Andrei Lackfi
Andrei Lackfi (cca. 1310 – d. octombrie 1359) a fost mai întâi comite al secuilor. În 1356 a fost ales voievod al Transilvaniei.

## Campania împotriva tătarilor
Andrei Lackfi a condus, în 1345, împreună cu regele maghiar Ludovic I al Ungariei, campania împotriva tătarilor din Moldova, care atacau Transilvania.
Andrei se trăgea din familia maghiară Lackfi.